# Raoul Dautry
Raoul Dautry (Montluçon, 16 de setembro de 1880 – Lourmarin, 21 de agosto de 1951) foi um engenheiro e homem político francês.

## Carreira
Depois dos estudos na Escola politécnica entra na Companhia de caminhos de ferro do Norte. Entre 1928 e 1937 é director geral da administração dos caminhos de ferro do estado. Aquando da criação da  Sociedade nacional dos caminhos de ferro (SNCF) em 1938 é nomeado para o conselho de administração.
Na Liberação de Paris é nomeado ministro da Reconstrução e do Urbanismo pelo Governo provisório da República Francesa (GPRF) do General de Gaulle entre 1944 e 1946. Mais tarde toma as funções de administrador geral do Comissariado à energia atómica (CEA) e é ele que escolhe a localização do sítio em Saclay, França.

## CERN
Conjuntamente com Pierre Auger, e durante uma reunião em Genebra em 1950, unirão os seus contactos para uma tomada de uma decisão importante. É por essa ocasião que se precisa a criação de um laboratório de física de partículas baseado num grande acelerador. No artigo que assina a 7 de Dezembro de 1950,  "Vers un Fonds européen de la Recherche scientifique" é evidente o conceito de tal laboratório.
Torna-se assim um dos pais fundadores do então Conselho Europeu para Pesquisa Nuclear (CERN), a actual Organização Europeia para a Pesquisa Nuclear, conjuntamente com Pierre Auger, François de Rose e Lew Kowarski pela França, Edoardo Amaldi pela Itália e Niels Bohr pela Dinamarca.